# Gausantė
Gausantė je řeka 2. řádu na jihu Litvy v okresech Raseiniai a Jurbarkas, levý přítok Mituvy, do které se vlévá u obce Tamošiai, 79,1 km od jejího ústí do Němenu. Pramení na opačné (jižní) straně dálnice A1 než ves Kalniškiai I, 2 km na jihojihozápad od Ariogaly. Teče zpočátku klikatě směrem celkově jihojihozápadním, po soutoku s Bernaupisem se stáčí k jihu, po soutoku s Pelenė opět směrem celkově jihojihozápadním, od vsi Gausantiškiai rovnoběžně (jižněji) s řekou Mituva směrem skoro západním až do soutoku s ní. Gausantė je celá regulovaná, vyhýbá se okolním nevelkým lesům, jen na jih od ní je větší les Burbinės miškas. Průměrný spád řeky je 148 cm/km.

## Přítoky
- Levé:

| Hydrologické pořadí | Řeka                 | Délka (km) | Povodí (km²) | Vzdálenost od ústí (km) | Ústí kde      | Koordináty ústí                  |
| ------------------- | -------------------- | ---------- | ------------ | ----------------------- | ------------- | -------------------------------- |
|                     | Pelenė               | 3,0        |              |                         | Pagausantys   | 55°13′47″ s. š., 23°24′44″ v. d. |
| 10012133            | Karklė               | 10,5       | 14,2         | 8,6                     | Pakarklys     | 55°11′27″ s. š., 23°20′45″ v. d. |
| 10012136            | Upsala               | 12,2       | 9,6          | 7,3                     | Burbinė       | 55°10′58″ s. š., 23°19′58″ v. d. |
| 10012138            | Juodpjaunis          | 10,9       | 6,1          | 4,7                     | Gausantiškiai | 55°10′28″ s. š., 23°17′52″ v. d. |
| 10012139            | Erupis neboli Ėrupis | 5,6        | 6,8          | 3,1                     | Kelmickai     | 55°10′10″ s. š., 23°16′27″ v. d. |

- Pravé:

| Hydrologické pořadí | Řeka          | Délka (km) | Povodí (km²) | Vzdálenost od ústí (km) | Ústí kde       | Koordináty ústí                  |
| ------------------- | ------------- | ---------- | ------------ | ----------------------- | -------------- | -------------------------------- |
|                     | Bernaupis     | 1,1        |              |                         | Draustinė      | 55°14′32″ s. š., 23°25′10″ v. d. |
|                     | Serbentupys   | 1,5        |              |                         | Pagausantys    | 55°13′20″ s. š., 23°23′21″ v. d. |
| 10012130            | Gervardė      | 3,7        | 7,7          | 9,5                     | Pagausantys II | 55°11′50″ s. š., 23°20′50″ v. d. |
| 10012141            | Striūnpjaunis | 3,4        | 3,0          | 1,5                     | Tamošiai       | 55°10′11″ s. š., 23°15′2″ v. d.  |

## Sídla při řece
- Pagausantys, Pagausantys II, Gausantiškiai, Tamošiai.